# Französische Badmintonmeisterschaft 2022
Die Französische Meisterschaft 2022 im Badminton fand vom 3. bis zum 6. Februar 2022 in Boulazac statt. Es war die 73. Austragung der nationalen Titelkämpfe im Badminton in Frankreich.

## Medaillengewinner
| Disziplin    | Gold                            | Silber                          | Bronze                         |
| ------------ | ------------------------------- | ------------------------------- | ------------------------------ |
| Herreneinzel | Christo Popov                   | Toma Junior Popov               | Brice Leverdez                 |
| Herreneinzel | Christo Popov                   | Toma Junior Popov               | Thomas Rouxel                  |
| Dameneinzel  | Qi Xuefei                       | Yaëlle Hoyaux                   | Léonice Huet                   |
| Dameneinzel  | Qi Xuefei                       | Yaëlle Hoyaux                   | Rosy Pancasari                 |
| Herrendoppel | Christo Popov Toma Junior Popov | Lucas Corvée Brice Leverdez     | Thom Gicquel Erwin Kehlhoffner |
| Herrendoppel | Christo Popov Toma Junior Popov | Lucas Corvée Brice Leverdez     | Fabien Delrue William Villeger |
| Damendoppel  | Margot Lambert Anne Tran        | Sharone Bauer Delphine Delrue   | Téa Margueritte Anna Tatranova |
| Damendoppel  | Margot Lambert Anne Tran        | Sharone Bauer Delphine Delrue   | Malya Hoareau Camille Pognante |
| Mixed        | Thom Gicquel Delphine Delrue    | Jordan Corvée Héloïse Le Moulec | Lucas Corvée Yaëlle Hoyaux     |
| Mixed        | Thom Gicquel Delphine Delrue    | Jordan Corvée Héloïse Le Moulec | Fabien Delrue Vimala Hériau    |